# Martín (Hache)
Pour les articles homonymes, voir Martín et Hache (homonymie).
Pour plus de détails, voir Fiche technique et Distribution.
Martín (Hache), parfois Martín (H), est un drame hispano-argentin réalisé par Adolfo Aristarain, sorti en 1997.

## Synopsis
Martín Echenique, 19 ans, vit à Buenos Aires avec sa mère ; comme il porte le même nom que son père, tout le monde l’appelle H comme hijo (« fils »). Il n’étudie pas, il ne travaille pas, il veut être libre. Cela fait cinq ans qu’il n’a pas vu son père, Martín. Celui-ci est réalisateur à Madrid. C'est un odieux solitaire, pourtant entouré de deux êtres exubérants, sa maîtresse Alicia, jeune monteuse argentine, et son meilleur ami Dante, acteur excentrique et bisexuel. Martín retient en permanence ses sentiments et se montre très dur avec les êtres qui lui sont les plus chers.
H fait une overdose en jouant de la basse lors d’un concert. Son père rentre en urgence à Buenos Aires, mais il déteste son pays d’origine. Son ex-femme propose que père et fils repartent ensemble en Espagne. Martín, H, Alicia et Dante vont tenter de vivre ensemble, et échanger leurs points de vue sur la vie, la patrie, le travail, la réussite, l’amour, la drogue... Mais l'équilibre est fragile.

## Fiche technique
- Réalisation : Adolfo Aristarain
- Scénario : Adolfo Aristarain et Kathy Saavedra
- Photographie : Porfirio Enríquez
- Montage : Fernando Pardo
- Musique : Fito Páez
- Durée : 125 minutes
- Dates de sortie :
  -  Argentine : 17 avril 1997
  -  Espagne : 26 septembre 1997

## Distribution
- Federico Luppi : Martín
- Juan Diego Botto : Hache
- Eusebio Poncela : Dante
- Cecilia Roth : Alicia
- Ana María Picchio (es) : Blanca
- Sancho Gracia : José María Navarro

## Distinctions
- Grand Corail du Festival international du nouveau cinéma latino-américain de La Havane
- En sélection officielle au Festival international du film de Saint-Sébastien
- Adolfo Aristarain : Condor et prix du festival de La Havane au meilleur réalisateur
- Federico Luppi : Condor et prix du festival de Saint-Sébastien au meilleur acteur
- Eusebio Poncela : Condor, prix Sant Jordi et prix du festival de Biarritz au meilleur acteur
- Cecilia Roth : Condor, Goya, prix Ondas, prix Sant Jordi et prix du festival de La Havane à la meilleure actrice